# Nathalie Lupino

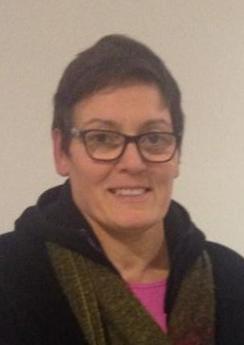
Nathalie Lupino, im Jahr 2018

Nathalie „Natalina“ Lupino (* 13. Juni 1963 in Valenciennes) ist eine ehemalige französische Judoka. Sie gewann eine olympische Bronzemedaille und war Welt- und Europameisterin.

## Sportliche Karriere
Die 1,70 m große Judoka trat meist im Schwergewicht (damals ab 72 Kilogramm) oder in der offenen Klasse an. Im Dezember 1982 gewann sie bei den Weltmeisterschaften in Paris den Titel im Schwergewicht gegen die US-Judoka Margaret Castro. Ende Januar 1983 siegte Lupino erstmals bei den französischen Meisterschaften. Bei den Europameisterschaften 1983 erreichte sie das Finale, verlor aber gegen die Italienerin Maria Teresa Motta. 1984 gewann Lupino ihren zweiten französischen Meistertitel. Bei den Europameisterschaften 1984 erreichte Lupino gleich zweimal das Finale. Im Schwergewicht unterlag sie der Niederländerin Marjolein van Unen, in der offenen Klasse siegte sie gegen Maria Teresa Motta. Bei den Weltmeisterschaften 1984 gewann sie eine Bronzemedaille in der offenen Klasse durch einen Sieg über die Polin Beata Maksymow. 1985 kämpfte Lupino im Halbschwergewicht und gewann auch hier den französischen Meistertitel. Bei den Europameisterschaften unterlag Lupino im Halbfinale der Belgierin Ingrid Berghmans, danach gewann sie den Kampf um Bronze gegen die Polin Jolanta Adamczyk.
Erst 1989 gewann Lupino wieder den französischen Meistertitel im Schwergewicht. Bei den Europameisterschaften verlor sie gegen Beata Maksymow, im Kampf um Bronze bezwang sie Maria Teresa Motta. Fünf Monate später bei den Weltmeisterschaften in Belgrad unterlag sie im Schwergewichtshalbfinale der Deutschen Regina Sigmund, im Kampf um Bronze besiegte sie die Kubanerin Estela Rodríguez. In der offenen Klasse schied Lupino gegen Ingrid Berghmans und die Japanerin Yōko Tanabe aus. Bei den Europameisterschaften 1990 startete Lupino nur in der offenen Klasse, im Finale unterlag sie der Britin Sharon Lee. Ein Jahr später unterlag sie frühzeitig der Niederländerin Monique van der Lee, im Kampf um Bronze gewann sie gegen Sharon Lee. Bei den Weltmeisterschaften 1991 in Barcelona verlor sie  in der offenen Klasse frühzeitig gegen die Deutsche Claudia Weber, kämpfte sich dann aber bis zur Bronzemedaille durch. Bei den Europameisterschaften 1992 erhielt sie ebenfalls Bronze in der offenen Klasse. Bei der olympischen Premiere des Frauen-Judo 1992 in Barcelona gab es sieben Gewichtsklassen, aber keine offene Klasse. Lupino gewann im Schwergewicht drei Wettkämpfe, bis sie im Halbfinale gegen die Kubanerin Estela Rodríguez verlor, im Kampf um Bronze gewann Lupino gegen Claudia Weber. Bei den Europameisterschaften unterlag Nathalie Lupino gegen zwei Niederländerinnen: Im Schwergewicht verlor sie im Halbfinale gegen Monique van der Lee, gewann aber eine Bronzemedaille. In der offenen Klasse erreichte Lupino das Finale, das sie gegen Angelique Seriese verlor. 